# Barry Nicholson
Barry Nicholson (Dumfries, 24 agosto 1978) è un allenatore di calcio ed ex calciatore scozzese, di ruolo centrocampista.

## Carriera

### Club
Durante la sua carriera ha giocato con varie squadre di club, tra cui anche i Rangers.
Dal 2012 gioca nella League Two nel Fleetwood Town.

### Nazionale
Conta 3 presenze con la Nazionale scozzese.

## Palmarès

### Club

#### Competizioni nazionali
- Campionato scozzese: 2

Rangers: 1998-1999, 1999-2000
- Coppa di Scozia: 2

Rangers: 1998-1999, 1999-2000
- Coppa di Lega scozzese: 1

Rangers: 1998-1999